# Nomada subvirescens
Nomada subvirescens är en biart som beskrevs av Morawitz 1875. Nomada subvirescens ingår i släktet gökbin, och familjen långtungebin. Inga underarter finns listade i Catalogue of Life.